# Выемчатокрылые моли
Выемчатокрылые моли, или выямчатокрылки (лат. Gelechiidae) — семейство молевидных бабочек из надсемейства Gelechioidea.

## Описание
Бабочки небольшие, с размахом крыльев 7—25 мм. В покое сидят плотно прижавшись к субстрату или приподняв переднюю часть тела. Голова гладкая, покрытая крупными чешуйками. Длина усиков составляет около 2/3 длины переднего крыла. Нижнегубные щупики длинные, серповидно изогнутые, реже направленные вперёд. Передние крылья удлинённо-ланцетовидные. Задние крылья широкие, трапециевидные, с выемкой под вершиной, на внешнем крае, в некоторых родах выемка слабо выражена. Окраска чаще серая, черноватая или бурая разных оттенков, редко жёлтая и беловатая. Рисунок образован первичными чёрными пятнами и штрихами, поперечными и продольными полосами, образовавшимися в результате слияния пятен. Нередко развиты белые или желтоватые пятна и полосы, а также светлая внешняя перевязь. Ярко окрашенные гелехииды встречаются довольно редко и представлены преимущественно видами тропических родов. Голова может иметь белую или жёлтую окраску, иногда контрастируя с тёмноокрашенными крыльями. Спинка обычно одной окраски с крыльями.
Гусеницы младших возрастов могут минировать листья, иногда развиваются в молодых побегах лиственных древесных пород. Часто сворачивают 1 или 2—3 листа в трубочку, накладывают листья один на другой, заворачивают край листа, реже делают специальный домик. Могут также прятаться среди покровных чешуек почек или делать чехлик. Иногда они питаются корой взрослых деревьев. Некоторые виды известны как вредители сельскохозяйственных и садовых культур.

## Ареал
Распространение всесветное с большим числом видов (7000) и родов (600) как в тропиках, так и в областях умеренного климата. Большинство видов населяют лесные и степные стации.

## Классификация
В семействе выделяют от 4 до 7 подсемейств:
- Anacampsinae
- Anomologinae
- Apatetrinae
- Dichomeridinae
- Gelechiinae (Scrobipalpa)
- Physoptilinae
  - Physoptila
- Thiotrichinae
  - Macrenches
  - Palumbina
  - Polyhymno
  - Tenupalpa[6]
  - Thiotricha

Многие виды, даже разных родов, внешне трудно различимы, для их диагностики используются главным образом признаки строения гениталий.